# Halvdan (erilaz)

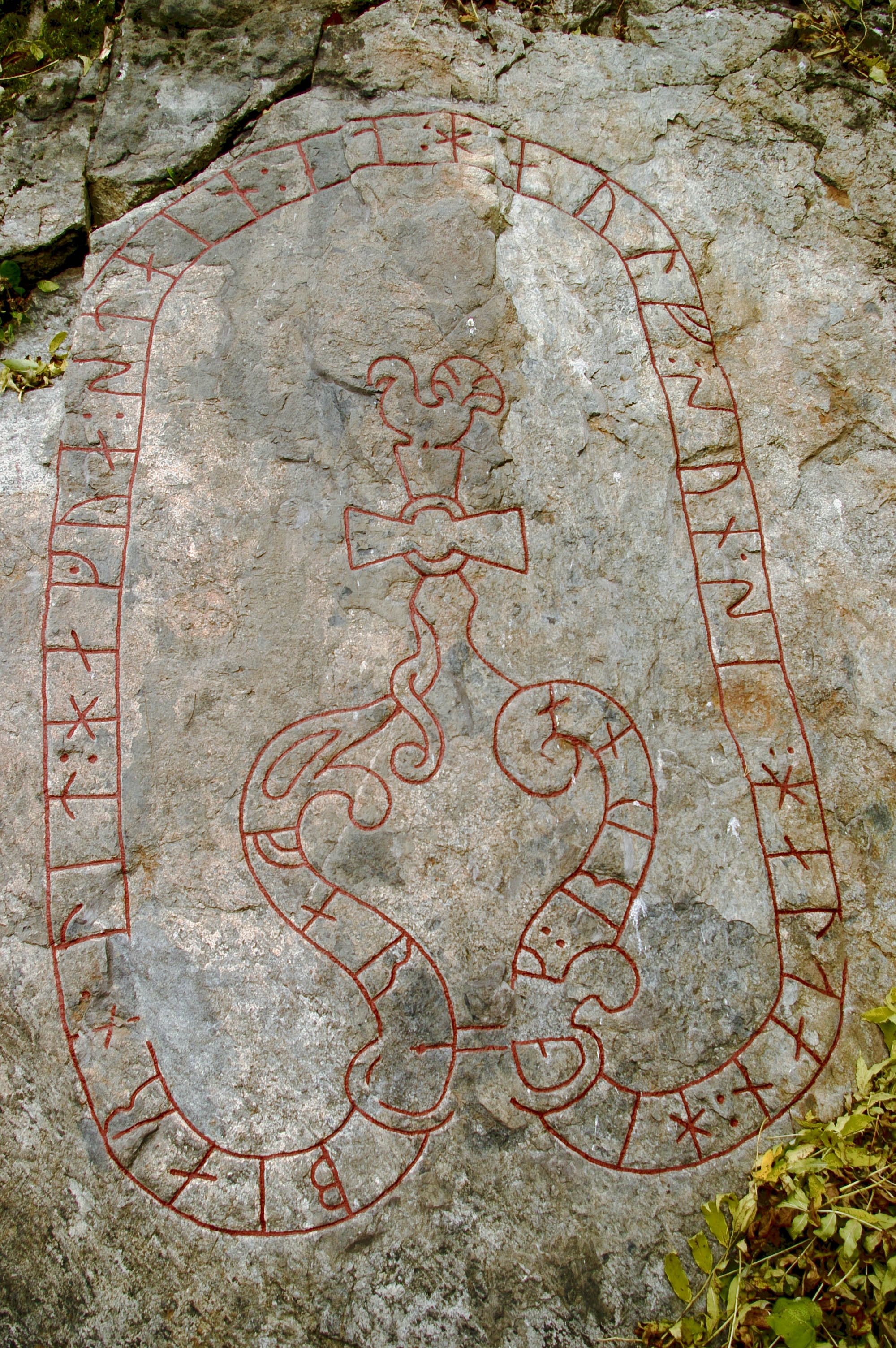
La piedra rúnica Sö 270 firmada por Halvdan como hal(t)an abajo a la derecha de la serpiente.

Halvdan, fue un vikingo de Södermanland, Suecia conocido como maestro grabador de runas (erilaz) y activo a mediados del siglo XI.
A diferencia de otras regiones de Europa durante la Alta Edad Media, muchos escandinavos probablemente sabían leer y escribir, bien sobre hueso o madera. Halvdan es conocido por su trabajo en estilo Urnes Pr3. El estilo Urnes es la última fase de los estilos de zoomórfica decoración vikinga que se desarrolló durante la segunda parte del siglo XI y el comienzo del siglo XII.
Según la Rundata, la Sö 270 en Tyresta es de su autoría. Han sobrevivido otras quince piedras rúnicas atribuidas a Halvdan basándose en el análisis de estilo, entre las que se incluyen la Sö 235 en Västerby, Sö 237 en Fors, Sö 239 en Häringe, Sö 244 en Tuna, Sö 245 en Tungelsta, la hoy perdida Sö 247 en Ålsta, Sö 252 en Säby, Sö 256 en Älby, Sö 262 en Blista, Sö 269 en Söderby Malm, Sö 272 en Upp-Norrby, Sö 274 en Södersluss, Sö 290 en Farsta, Sö 292 en Bröta, Sö 297 en Uppinge, Sö 298 en Uringe Malm, y Sö 301 en Ågesta Bro. Como en el caso de Balle, Halvdan usaba un signo de puntuación que separaba cada palabra en el texto rúnico.